# Limnonectes mawlyndipi
Limnonectes mawlyndipi är en groddjursart som först beskrevs av Shyamal Kumar Chanda 1990.  Limnonectes mawlyndipi ingår i släktet Limnonectes och familjen Dicroglossidae. IUCN kategoriserar arten globalt som otillräckligt studerad. Inga underarter finns listade i Catalogue of Life.